# The Walking Dead (7.ª temporada)
A sétima temporada de The Walking Dead foi confirmada pela AMC em 2015, após o lançamento dos três primeiros episódios da sexta temporada. Scott M. Gimple continua como showrunner nesta temporada, juntamente com os produtores executivos Robert Kirkman, Gale Anne Hurd, David Alpert, Greg Nicotero e Tom Luse. A sétima temporada tem 16 episódios, seguindo o número padrão de episódios desde a terceira temporada. O elenco é composto pelos personagens que sobreviveram à temporada anterior, e por alguns que foram confirmados. Durante a San Diego Comic-Con, em 2016, foi anunciado que a temporada estrearia em 23 de outubro de 2016.

## Elenco e personagens

### Principal

#### Estrelando
- Andrew Lincoln como Rick Grimes[3] (1–16)
- Norman Reedus como Daryl Dixon[3] (1–16)
- Steven Yeun como Glenn Rhee[3] (1)
- Lauren Cohan como Maggie Greene[3] (1–16)
- Chandler Riggs como Carl Grimes[3] (1–16)
- Danai Gurira como Michonne[3] (1–16)
- Melissa McBride como Carol Peletier[3] (2–16)
- Michael Cudlitz como Abraham Ford[3] (1,16)
- Lennie James como Morgan Jones[3] (2–16)
- Sonequa Martin-Green como Sasha Williams[3] (1–16)
- Jeffrey Dean Morgan como Negan[3] (1–16)
- Alanna Masterson como Tara Chambler[3] (6–16)
- Josh McDermitt como Eugene Porter[3] (1–16)
- Christian Serratos como Rosita Espinosa[3] (1–16)

#### Também estrelando
- Seth Gilliam como Gabriel Stokes[3] (4–16)
- Ross Marquand como Aaron[3] (1–16)
- Austin Nichols como Spencer Monroe[3] (4–8)
- Austin Amelio como Dwight[3] (1–16)
- Tom Payne como Paul "Jesus" Rovia[3] (5–16)
- Xander Berkeley como Gregory[3] (5–16)

### Elenco de apoio

#### Zona Segura de Alexandria
- Katelyn Nacon como Enid[3]
- Jason Douglas como Tobin[4]
- Corey Hawkins como Heath[5]
- Ann Mahoney como Olivia[5]
- Kenric Green como Scott
- Jordan Woods-Robinson como Eric Raleigh
- Curtis Jackson como Bob Miller
- Ted Huckabee como Bruce
- Vanessa Cloke como Anna
- David Marshall Silverman como Kent
- Mandi Christine Kerr como Barbara
- Dahlia Legault como Francine
- Stephanie Rae como Stephanie
- Marvin Lee como Kyle

#### Hilltop
- R. Keith Harris como Dr. Harlan Carson
- James Chen como Kal
- Peter Zimmerman como Eduardo
- Jeremy Palko como Andy
- Karen Ceesay como Bertie
- Anthony Lopez como Oscar
- Karl Funk como Neil

#### Os Salvadores
- Christine Evangelista como Sherry[6]
- Steven Ogg como Simon[7]
- Jayson Warner Smith como Gavin
- Joshua Mikel como Jared
- Elizabeth Ludlow como Arat
- Mike Seal como Gary
- Martinez como David
- Lindsley Register como Laura
- Joshua Hoover como Fat Joey
- Ricky Russert como Chris
- Tim Parati como Dr. Emmett Carson
- Chloe Aktas como Tanya
- Elyse Nicole DuFour como Frankie
- Autumn Dial como Amber
- Aerli Austen como Isabelle
- Quandae Stewart como Quan
- Brian F. Durkin como George
- Brian Stapf como Roy
- Gina Stewart como Gina
- Jake Kearney como Nelson
- Robert Walker-Branchaud como Neil
- Tyshon Freeman como Worker
- Nathan Hicks como Keno
- Miya Golden como Huck
- Casey Wagner como Larry
- Pete Pitts como Roger Clay
- Skylar Felton como Jackson Wallace

#### O Reino
- Khary Payton como Ezekiel[8]
- Cooper Andrews como Jerry
- Karl Makinen como Richard
- Logan Miller como Benjamin
- Kerry Cahill como Dianne
- Daniel Newman como Daniel
- Carlos Navarro como Alvaro
- Macsen Lintz como Henry
- Jason Burkey como Kevin
- Nadine Marissa como Nabila

#### Oceanside
- Deborah May como Natania
- Sydney Park como Cyndie
- Mimi Kirkland como Rachel

#### Os Catadores
- Pollyanna McIntosh como Jadis
- Thomas Francis Murphy como Brion
- Sabrina Gennarino como Tamiel
- Anja Akstin como Farron

## Produção
A emissora AMC confirmou a sétima temporada de The Walking Dead em 2015. Tom Payne, Austin Amelio, Xander Berkeley e Jeffrey Dean Morgan, que, respectivamente, interpretaram Paul "Jesus" Rovia, Dwight, Gregory e Negan na sexta temporada, foram promovidos para o elenco principal na sétima temporada.

## Episódios
| N.º na série | N.º na temp. | Título                                                                                   | Dirigido por          | Escrito por                                     | Exibição original       | Audiência (milhões) |
| --- | ------------ | ---------------------------------------------------------------------------------------- | --------------------- | ----------------------------------------------- | ----------------------- | ------------------- |
| 84 | 1            | "The Day Will Come When You Won't Be" "(Chegará o Dia em Que Você Não Agradecerá")" (BR) | Greg Nicotero         | Scott M. Gimple                                 | 23 de outubro de 2016   | 17.03               |
| A vítima de Negan é revelada como sendo Abraham, que é espancado até a morte na frente do grupo de Rick. Daryl dá um soco em Negan por raiva, levando Negan a também assassinar Glenn. Depois de vários testes, Negan finalmente quebra a determinação de Rick quase o forçando a cortar o braço de Carl. Negan e sua equipe então partem com Daryl como refém, enquanto Sasha se oferece para levar Maggie para Hilltop para se recuperar, junto com os corpos de Glenn e Abraham. |              |                                                                                          |                       |                                                 |                         |                     |
| 85 | 2            | "The Well" "(O Poço)" (BR)                                                               | Greg Nicotero         | Matthew Negrete                                 | 30 de outubro de 2016   | 12.46               |
| Carol e Morgan chegam ao Reino, uma comunidade bem estabelecida administrada pelo extravagante ex-tratador do zoológico "Rei" Ezekiel. O Reino, assim como Hilltop, tem produzido para os Salvadores sob ameaça de violência, embora Ezekiel tenha mantido esse arranjo em segredo da maioria dos moradores do Reino. Carol se recupera e se prepara ansiosamente para abandonar a comunidade, mas opta por ficar em uma casa isolada nas proximidades após se engraçar com Ezekiel. |              |                                                                                          |                       |                                                 |                         |                     |
| 86 | 3            | "The Cell" "(A Cela)" (BR)                                                               | Alrick Riley          | Angela Kang                                     | 6 de novembro de 2016   | 11.72               |
| Daryl é trancado em uma cela no Santuário, onde Negan e Dwight o torturam constantemente em um esforço para fazê-lo ceder. Negan envia Dwight em uma missão para resgatar um Salvador fugitivo, que diz que prefere morrer a retornar ao Santuário. Dwight, portanto, finalmente mata o homem por misericórdia. Daryl tem a oportunidade de se tornar um Salvador, mas se recusa terminantemente. |              |                                                                                          |                       |                                                 |                         |                     |
| 87 | 4            | "Service" "(Serviço)" (BR)                                                               | David Boyd            | Corey Reed                                      | 13 de novembro de 2016  | 11.40               |
| Enquanto os sobreviventes enlutados lutam para aceitar a vida sob o governo de Negan, Negan e os Salvadores chegam a Alexandria dias antes do previsto para sua primeira oferta e levam a maioria dos móveis e remédios da comunidade, além de todas as suas armas de fogo. Sentindo-se impotente, Rick informa aos sobreviventes que ele não está mais no comando e que eles devem aprender a viver pelos termos de Negan. Rosita encontra um estojo de cartucho vazio e o leva para Eugene, encarregando-o de criar um cartucho vivo e utilizável para uma arma que ela encontrou na floresta. |              |                                                                                          |                       |                                                 |                         |                     |
| 88 | 5            | "Go Getters" "(Ativos)" (BR)                                                             | Darnell Martin        | Channing Powell                                 | 20 de novembro de 2016  | 11.00               |
| Carl acompanha Enid até Hilltop para visitar Maggie, que está se recuperando com Sasha. Gregory fica furioso com Maggie e Sasha por não cumprirem seu acordo de matar os Salvadores, e exige que elas saiam. No entanto, depois que elas ajudam a defender Hilltop de um ataque de walkers, Jesus convence Gregory a deixá-las ficar. Enquanto os Salvadores levam os suprimentos de Hilltop, Sasha pergunta a Jesus se ele pode descobrir onde Negan mora, o que ele concorda em fazer. Jesus então entra furtivamente em um dos caminhões dos Salvadores, onde encontra Carl escondido. |              |                                                                                          |                       |                                                 |                         |                     |
| 89 | 6            | "Swear" "(Jure)" (BR)                                                                    | Michael E. Satrazemis | David Leslie Johnson                            | 27 de novembro de 2016  | 10.40               |
| Duas semanas após o ataque ao posto avançado da estação de satélite dos Salvadores, Tara é separada de Heath quando cai de uma ponte durante um ataque de walkers. Ela aparece na praia, onde é reanimada por uma garota chamada Cyndie. Tara segue Cyndie até sua comunidade, Oceanside, um grupo isolado composto por mulheres e crianças fortemente armadas; todos os homens do grupo foram massacrados pelos Salvadores. Cyndie ajuda Tara a encontrar o caminho de volta para Alexandria e a faz jurar nunca mencionar Oceanside a ninguém. |              |                                                                                          |                       |                                                 |                         |                     |
| 90 | 7            | "Sing Me a Song" "(Cante-me uma Música)" (BR)                                            | Rosemary Rodriguez    | Angela Kang & Corey Reed                        | 4 de dezembro de 2016   | 10.48               |
| Ao se aproximar do Santuário, Jesus salta do caminhão dos Salvadores para fazer um reconhecimento da área, mas Carl fica para trás para matar Negan sozinho. Dwight subjuga Carl, mas Negan fica impressionado com a bravura de Carl e o leva para um passeio pelo Santuário. Rosita e Eugene conseguem fabricar um cartucho vivo, enquanto Spencer procura suprimentos na floresta. Ao retornar para Alexandria, o trio encontra Negan e os Salvadores lá. |              |                                                                                          |                       |                                                 |                         |                     |
| 91 | 8            | "Hearts Still Beating" "(Corações Ainda Batendo)" (BR)                                   | Michael E. Satrazemis | Matthew Negrete & Channing Powell               | 11 de dezembro de 2016  | 10.58               |
| Com a ajuda de Jesus e uma fonte anônima, Daryl finalmente escapa do Santuário. Durante uma discussão sobre a liderança de Rick, Negan estripa e mata Spencer, enfurecendo Rosita, que atira em Negan, mas acerta Lucille. Como punição, Arat mata Olivia. Negan e os Salvadores então partem com Eugene como refém. Após uma conversa com Michonne, Rick finalmente é motivado a lutar contra os Salvadores. O grupo de Rick viaja para Hilltop para se reunir com Maggie, Sasha e Enid; Daryl e Jesus emergem, e o grupo se abraça. |              |                                                                                          |                       |                                                 |                         |                     |
| 92 | 9            | "Rock in the Road" "(Pedra na Estrada)" (BR)                                             | Greg Nicotero         | Angela Kang                                     | 12 de fevereiro de 2017 | 12.00               |
| Após Hilltop se unir ao grupo de Rick na luta contra os Salvadores, Jesus apresenta o grupo ao Reino, onde eles encontram o "Rei" Ezekiel e se reúnem com Morgan. Embora Ezekiel hesite em se juntar à aliança proposta, ele oferece asilo a Daryl no Reino. Em Alexandria, um grupo de Salvadores invade a comunidade em busca de Daryl, mas vai embora depois que não conseguem encontrá-lo. O grupo de Rick persegue o Padre Gabriel, que havia pegado os suprimentos da comunidade e deixado pistas que levavam a um quintal dilapidado. Após sua chegada, o grupo é cercado pelos Catadores. |              |                                                                                          |                       |                                                 |                         |                     |
| 93 | 10           | "New Best Friends" "(Novos Melhores Amigos)" (BR)                                        | Jeffrey F. January    | Channing Powell                                 | 19 de fevereiro de 2017 | 11.08               |
| Rick consegue convencer os Catadores a se juntarem a Alexandria na luta contra os Salvadores, mas sua líder, Jadis, exige que o grupo de Rick consiga armas em troca de sua ajuda. Richard planeja que Carol seja morta pelos Salvadores, acreditando que sua morte motivaria Ezekiel a lutar. Quando Daryl descobre os planos de Richard, ele ameaça matá-lo caso Carol seja ferida de alguma forma. Depois de se reunir com Carol e mentir para ela sobre o destino de Glenn e Abraham, Daryl viaja para Hilltop para se preparar para a batalha contra os Salvadores. |              |                                                                                          |                       |                                                 |                         |                     |
| 94 | 11           | "Hostiles and Calamities" "(Inimigos e Calamidades)" (BR)                                | Kari Skogland         | David Leslie Johnson                            | 26 de fevereiro de 2017 | 10.42               |
| Eugene se instala rapidamente no Santuário, pois é recompensado por sua inteligência e disposição em se submeter às exigências de Negan. Eugene se une a duas das esposas de Negan. A pedido delas, ele faz cápsulas de veneno; no entanto, ele se recusa a dar as cápsulas a elas após saber de suas intenções de matar Negan. Dwight descobre uma nota de Sherry que revela que ela ajudou Daryl a escapar do Santuário e então fugiu para lugares desconhecidos. Dwight incrimina o Dr. Emmett Carson pelos desaparecimentos de Daryl e Sherry, levando Negan a assassinar Carson atirando-o em uma fornalha. |              |                                                                                          |                       |                                                 |                         |                     |
| 95 | 12           | "Say Yes" "(Diga Sim)" (BR)                                                              | Greg Nicotero         | Matthew Negrete                                 | 5 de março de 2017      | 10.16               |
| Rick e Michonne embarcam em uma busca por armas para levar aos Catadores e encontram um carnaval escolar abandonado, onde adquirem dezenas de armas. Eles trazem as armas de volta, mas Jadis fica insatisfeita e exige mais. Tara questiona se deve ou não contar a Rick sobre Oceanside, sabendo da necessidade do grupo de Rick por armas e reforços. Frustrada com o atraso, Rosita viaja para Hilltop e se encontra com Sasha; elas fazem um pacto para matar Negan juntas. |              |                                                                                          |                       |                                                 |                         |                     |
| 96 | 13           | "Bury Me Here" "(Enterre-me Aqui)" (BR)                                                  | Alrick Riley          | Scott M. Gimple                                 | 12 de março de 2017     | 10.68               |
| Ezekiel e seu grupo encontram os Salvadores para o tributo semanal do Reino. Depois que os Salvadores notam que um único melão está faltando, Jared atira em Benjamin, que sangra até a morte. Morgan, que encontra o melão desaparecido escondido na rua e descobre que Richard sabotou a entrega em um esforço para ser morto e se tornar um mártir da guerra, estrangula Richard até a morte por causar o assassinato de Benjamin. Morgan revela a verdade sobre Glenn e Abraham para Carol, levando-a a retornar ao Reino preparada para lutar contra os Salvadores ao lado de Ezekiel. |              |                                                                                          |                       |                                                 |                         |                     |
| 97 | 14           | "The Other Side" "(O Outro Lado)" (BR)                                                   | Michael E. Satrazemis | Angela Kang                                     | 19 de março de 2017     | 10.32               |
| Os Salvadores invadem Hilltop inesperadamente, forçando Daryl e Maggie a se esconderem; os Salvadores partem com o Dr. Harlan Carson a tiracolo para substituir seu irmão agora falecido como médico. Enquanto se esgueiram para o Santuário em uma missão secreta, Sasha e Rosita encontram Eugene e o incentivam a escapar, mas ele se recusa. Sasha então tranca Rosita do lado de fora, dizendo a ela para voltar para Alexandria porque o grupo precisa dela. Enquanto Sasha invade o Santuário para matar Negan, Rosita foge e percebe que alguém a observa. |              |                                                                                          |                       |                                                 |                         |                     |
| 98 | 15           | "Something They Need" "(Algo Que Eles Precisam)" (BR)                                    | Michael Slovis        | Corey Reed                                      | 26 de março de 2017     | 10.54               |
| Tara lidera o grupo para Oceanside na esperança de convencer a comunidade a se juntar à luta contra os Salvadores. Natania se recusa a deixar seu povo lutar, mas acaba capitulando às exigências do grupo de Rick para pegar suas armas. Depois de prender Sasha, Negan revela que está ciente dos planos de Rick para lutar contra ele e encoraja Sasha a se juntar a ele. Ela confia em Eugene e pede a ele uma arma, então uma maneira de se matar; em resposta, ele dá a ela uma das cápsulas de veneno que ele havia fabricado. Após seu retorno a Alexandria, o grupo de Rick é recebido por Rosita, que depois de encontrar Dwight enquanto fugia do Santuário, revela as intenções de Dwight de ajudar a derrubar Negan. |              |                                                                                          |                       |                                                 |                         |                     |
| 99 | 16           | "The First Day of the Rest of Your Life" "(O Primeiro Dia do Resto da Sua Vida)" (BR)    | Greg Nicotero         | Scott M. Gimple & Angela Kang & Matthew Negrete | 2 de abril de 2017      | 11.31               |
| Negan e os Salvadores viajam para Alexandria com Sasha em um caixão como um truque para confrontar Rick. No caminho, Sasha comete suicídio com a cápsula de veneno que Eugene havia lhe entragado. Em Alexandria, os Catadores traem o grupo de Rick, revelando que eles estavam lidando com Negan o tempo todo. Após um impasse, um tiroteio acontece, mas com a chegada inesperada dos combatendes do Reino e de Hilltop, Negan, os Salvadores e os Catadores são obrigados a recuar. Alexandria, o Reino e Hilltop são duramente atingidos. Mais tarde, a morta-viva Sasha é abatida por Maggie e Jesus. |              |                                                                                          |                       |                                                 |                         |                     |